# Csincse
Csincse község Borsod-Abaúj-Zemplén vármegyében, a Mezőkövesdi járásban.

## Fekvése
A vármegye déli részén terül el, Miskolctól 25 kilométerre délre. A közigazgatási területével határos települések északnyugaton Vatta, északkeleten Emőd, délkeleten Mezőcsát, délen Gelej, délnyugaton pedig Mezőkeresztes, de ezek közül kiépített közúti kapcsolata csak Vattával és Mezőkeresztessel van, mindkettővel az őket összekötő 3306-os út kapcsolja össze. Érinti a területét az M3-as autópálya is, de annak sem lehajtója, sem pihenőhelye nincs itt; aki a sztrádán közelítené meg a községet, annak a Mezőkeresztes–Mezőnagymihály-csomópontnál érdemes letérnie.
A településen áthalad a Hatvan–Miskolc–Szerencs–Sátoraljaújhely-vasútvonal, melynek egy megállóhelye is van itt: Csincse megállóhely a község belterületének északi részén található.

## Története
A terület a népvándorlás kora óta lakott, a térségben az ún. hatvani kultúrához tartozó leletanyag került elő. A török időkben, Eger eleste után sokat szenvedett a község. Itt ejtették rabságba Bornemissza Gergely egri várkapitányt 1553-ban. A mezőkeresztesi csata után a község elpusztult, a terület innentől Mezőkereszteshez tartozott. A 19. század második felében Hoffmann Gyula megvásárolta a területet és mezőgazdasági nagyüzemet hozott létre. A mai község a birtok épületeiből alakult ki. 1994-ben Csincse különvált Mezőkeresztestől és önálló községgé alakult. Mivel Csincse alatt helyezkedik el az ország egyik leggazdagabb lignitkészlete, felmerült, hogy a községet a lignitbányák tulajdonosának költségére áttelepítik.

## Közélete

### Polgármesterei
- 1994–1998: Lőrincz Imre (független)[3]
- 1998–2002: Lőrincz Imre Attila (független)[4]
- 2002–2006: Lőrincz Imre Attila (független)[5]
- 2006–2010: Lőrincz Imre Attila (Fidesz-KDNP)[6]
- 2010–2014: Lőrincz Imre Attila (Fidesz-KDNP)[7]
- 2014–2019: Lőrincz Imre Attila (Fidesz-KDNP)[8]
- 2019–2024: Lőrincz Imre Attila (Fidesz-KDNP)[9]
- 2024– : Lőrincz Imre (Fidesz-KDNP)[1]

## Népesség
A település népességének változása:
| Lakosok száma | 579  | 573  | 543  | 521  | 506  | 501  | 489  |
|               | 2013 | 2014 | 2015 | 2021 | 2022 | 2023 | 2024 |

A 2001-es népszámlálás adatai szerint a településnek csak magyar lakossága volt.
A 2011-es népszámlálás során a lakosok 65,7%-a magyarnak, 0,2% cigánynak, 0,2% németnek, 0,3% szlováknak mondta magát (34,3% nem nyilatkozott; a kettős identitások miatt a végösszeg több lehet 100%-nál). A vallási megoszlás a következő volt: római katolikus 23,5%, református 17,7%, görögkatolikus 2%, evangélikus 0,3%, felekezeten kívüli 12% (44,1% nem válaszolt).
2022-ben a lakosság 93,9%-a vallotta magát magyarnak, 0,6% cigánynak, 0,2% ruszinnak, 0,2% szlováknak, 0,2% lengyelnek, 1,4% egyéb, nem hazai nemzetiségűnek (6,1% nem nyilatkozott; a kettős identitások miatt a végösszeg nagyobb lehet 100%-nál). Vallásuk szerint 25,1% volt római katolikus, 21,5% református, 1,2% görög katolikus, 0,4% egyéb keresztény, 0,2% evangélikus, 10,3% felekezeten kívüli (40,1% nem válaszolt).
Csincse lakossága:
| Év   | Lakosság (fő) | Lakosság (fő) | Lakosság (fő) |
| Év   | [ 13 ]        | [ 14 ]        | [ 15 ]        |
| ---- | ------------- | ------------- | ------------- |
| 1900 | 67            |               |               |
| 1910 | 52            |               |               |
| 1920 | 51            |               |               |
| 1930 | 207           |               |               |
| 1941 | 166           |               |               |
| 1949 | 196           |               |               |
| 1960 | 453           |               |               |
| 1970 | 590           |               |               |
| 1980 | 616           |               |               |
| 1990 | 613           |               |               |
|      |               |               |               |
| 1995 |               |               | 612           |
| 1996 |               |               | 609           |
| 1997 |               |               | 612           |
| 1998 |               |               | 613           |
| 1999 |               |               | 586           |
| 2000 |               |               | 572           |
| 2001 | 626           |               | 633           |
| 2002 |               |               | 631           |
| 2003 |               |               | 623           |
| 2004 |               |               | 618           |
| 2005 |               |               | 616           |
| 2006 |               |               | 621           |
| 2007 |               | 618           | 603           |
| 2008 |               | 602           | 580           |
| 2009 |               | 592           | 560           |
| 2010 |               | 597           | 562           |
| 2011 | 592           | 608           | 592           |
| 2012 |               | 605           | 588           |
| 2013 |               | 602           | 579           |
| 2014 |               | 594           | 573           |
| 2015 | 543           | 581           | 543           |
| 2016 |               | 572           | 542           |
| 2017 | 581           | 581           | 557           |
| 2018 | 578           | 578           | 552           |
| 2019 | 557           | 557           | 536           |
| 2020 | 560           | 560           | 531           |
| 2021 | 550           | 550           | 521           |
| 2022 | 543           | 543           | 509           |
| 2023 | 532           | 532           | 501           |
| 2024 |               | 527           | 489           |

## Környező települések
Mezőkeresztes (9 km), Vatta (5 km)